# بيلي بيك
بيلي بيك (بالإنجليزية: Billy Beck)‏ مواليد 26 مايو 1920 في فيلادلفيا - الوفاة 29 يونيو 2011 في كاليفورنيا، الولايات المتحدة، هو ممثل أمريكي بدأ مسيرته الفنية سنة 1954. امتدت مسيرته الفنية لأكثر من 55 عاما. من أعماله إيرما لا دوس، كعكة الحظ وذا كينغ أوف كوينز.

## روابط خارجية
- بيلي بيك على موقع IMDb (الإنجليزية)
- بيلي بيك على موقع أول موفي (الإنجليزية)
- بيلي بيك على موقع قاعدة بيانات الأفلام السويدية (السويدية)
- بيلي بيك على موقع قاعدة بيانات الفيلم (الإنجليزية)